# La puttana rispettosa
La puttana rispettosa o La sgualdrina timorata (fr: La Putain respectueuse) è un'opera teatrale scritta nel 1946 da Jean-Paul Sartre, che inaugura un nuovo corso nella produzione teatrale dello scrittore.
L'autore era da poco tornato dagli Stati Uniti, dove aveva potuto rendersi conto di persona della gravità del problema razziale all'interno della società: scrisse l'opera in pochi giorni, ispirandosi a una storia vera letta negli "Stati disuniti" (Les États-Désunis, 1938) di Pozner. Il dramma colloca per la prima volta l'azione all'interno della sfera sociale: l'intento di Sartre è mettere in evidenza come gli individui - la giovane protagonista Lizzie, l'uomo di colore braccato e i suoi stessi persecutori - siano al tempo stesso i prodotti e le vittime di certe strutture collettive, che altro non sono che un reciproco condizionarsi degli individui medesimi.
La prima rappresentazione avvenne a Parigi nel novembre 1946 presso il Teatro Antoine-Simone Berriau. La storia si basa sul caso degli Scottsboro Boys, nove adolescenti afroamericani incolpati ingiustamente di stupro nei confronti di due giovani prostitute su un treno.

## Trama
Nel corso della storia vengono affrontati in chiave satirica i gravi problemi razziali e le forti tensioni sociali che travagliavano la società americana dell'epoca. La prima scena si apre all'interno della casa di Lizzie, la prostituta cui fa riferimento il titolo, nel momento in cui un uomo di colore bussa alla sua porta. Si comprende dalle loro conversazioni successive che in precedenza è accaduto un incidente su un treno, in cui è rimasto coinvolto suo malgrado l'uomo sul quale è caduto lo sguardo, pregiudizievole, delle forze di polizia. La richiesta dell'uomo di colore, continuamente definito soltanto "il negro", è semplice: prega la donna di difenderlo davanti al giudice, in quanto lei era presente sul luogo dell'incidente ed era l'unica che avrebbe potuto dimostrare la sua innocenza.
Una promessa strappata, prima che l'uomo faccia una richiesta più scomoda: chiede alla donna di potersi nascondere da lei, domanda a cui Lizzie risponde direttamente chiudendogli la porta in faccia, tornando così a dedicarsi al suo "cliente" che ha passato la notte in casa e che alla luce del sole sembra preso da profondi rimorsi, tanto da voler subito ricoprire il letto "che sa di peccato" e da lasciare chiuse le finestre di giorno, mantenendo la stanza nell'oscurità della sera precedente. Fred inizia a tempestarla di domande in merito a quanto avvenuto in treno, proponendo una versione del tutto lontana dai fatti realmente accaduti. La donna, più volte, racconta ciò che ha visto e sentito, nonostante l'insistenza dell'uomo bianco che le rivela di essere un uomo importante della società.
Il figlio del senatore, i poliziotti e il senatore stesso, nei panni dei "persecutori bianchi" arrivano a cercare di estorcerle una verità mutata, distorta, in modo da rigirare i fatti a loro vantaggio cercando di corromperla e confonderla. Nel corso dell'opera si capirà che è interesse delle autorità preservare il futuro dell'uomo bianco realmente colpevole a spese del "diavolo" di colore, altra colpa non ha se non quella di essere stato al posto sbagliato nel momento sbagliato. Il racconto è uno sguardo sulla perdita di libertà in un mondo crudele, un soggetto che domina tutta la carriera di Sartre.

## Analisi
Ogni teatro comico è il riflesso, la critica, l'atto di accusa di una società, e non solo nei suoi aspetti più inessenziali - tic, mode, snobismi - ma dei suoi stessi "valori" e, più ancora, dei suoi tabù, dei suoi riti, delle sue strutture e dei suoi crimini. Non si tratta qui dell'humor sarcastico, spesso abietto, né del partito preso denigratorio, né tanto meno dell'astio reazionario, ma del riso generoso e vendicatore, del riso che fa scoppiare gli scandali, siano essi sociali, morali o politici. A tale scopo Sartre è dotato delle qualità richieste: la scrittura nervosa, aggressiva, le parole che colpiscono nel segno, la capacità di spingere all'assurdo situazioni da grand-guignol.
Jean-Paul Sartre mette in evidenza ne La sgualdrina timorata come i bempensanti che detengono il potere, con insidiosa mistificazione, riescono a paralizzare gli oppressi persino nella loro esistenza quotidiana. Così l'uomo di colore rifiuta la pistola che gli viene porta perché afferma, istintivamente: « non posso sparare ai bianchi ». La stessa Lizzie, che pure è una donna bianca, non osa più di lui: anche lei rispetta i persecutori perché non appartiene al loro ceto sociale e, pertanto, non ha la morale dalla sua parte.
I bempensanti si vedono e vengono pertanto visti dai loro "inferiori" come coloro che hanno dalla loro parte il Bene e il Diritto, coloro la cui esistenza è fondata e giustificata in partenza: in tal modo finiscono per abituare gli altri a sentirsi di troppo in questo mondo, a non avervi nessun diritto, a esservi solo tollerati nella misura in cui sono utilizzabili. Lo stacco che si ha tra questi inseguitori bianchi e i due "inferiori" è tale da far sì che lo stesso uomo di colore e la stessa prostituta si vedano con gli occhi del "potente padrone bianco". Allo stesso modo, però, l'autore mostra come lo stesso processo psicologico avviene nella mente di quest'ultimo, che, a sua volta, proietta in Lizzie e nell'uomo di colore il Male, sentendosene pertanto minacciato e contagiato, quasi stregato dal suo medesimo pregiudizio sociale: Fred arriverà a dire « Porta sempre disgrazia vedere dei negri » e « i negri sono il diavolo », non risparmiandosi neanche per la prostituta, che si sentirà appellare in tal modo: « Tu sei il diavolo. Mi hai gettato un sortilegio (...) Che cosa mi hai fatto, strega? » 

## Il giudizio di Simone de Beauvoir
Nel terzo tomo delle sue memorie (La forza delle cose, Einaudi, ed. it. 1966), Simone de Beauvoir si pronuncia sull'opera La puttana rispettosa in questi termini:
« ..Quanto a La sgualdrina timorata i comunisti si rammaricavano che Sartre avesse presentato al pubblico un negro tremante di paura e di rispetto invece di un vero lottatore. "Ma perché il lavoro rispecchia l'impossibilità attuale di risolvere il problema dei neri negli Stati Uniti" rispose Sartre. Il fatto è che della letteratura avevano una concezione schematica e uno dei loro rimproveri fu che Sartre non abbia voluto accettarla. I comunisti chiedevano opere esaltanti: epopea, ottimismo. Anche Sartre, ma a modo suo. E ha parlato di questo nei suoi appunti inediti: rifiutava la speranza a priori. A quei tempi aveva dell'azione un'idea intermedia tra un certo moralismo, che si ispirava alla resistenza, e il realismo della prassi; non si deve impostare l' "impresa" su un calcolo di probabilità: è in essa l'unica speranza possibile.» 
« Lo scrittore non deve promettere il sole dell'avvenire, ma descrivere il mondo così com'è e suscitare la volontà di mutarlo. Tanto più convincente è il quadro che offre, tanto meglio raggiunge il suo intento: l'opera più pessimista non si può definirla tale se fa appello a delle libertà, se è in favore delle libertà. Anche La sgualdrina timorata provoca l'indignazione degli spettatori; ma negli sforzi di Lizzie per sfuggire alla sua condizione mistificata, viene indicata la possibilità di raggiungere questo scopo. Del resto Sartre capiva il punto di vista dei comunisti: a livello di massa, la speranza è un elemento di azione; la lotta è troppo seria perché ci si possa impegnare senza credere nella vittoria. Ma quello che lui chiamava "ottimismo difficile" poteva andare bene per un pubblico che non si lascia prendere alla gola dalla realtà: occorrono riflessione, distacco, fiducia, per superare l'atteggiamento critico e non infognarvisi. Quando si trattò di fare la versione cinematografica di La sgualdrina timorata, Sartre di sua iniziativa modificò il finale: Lizzie persevera nel suo tentativo di salvare il negro innocente. A Teatro lo stile del lavoro, permeato di un'acre ironia, dava un tono distaccato alla conclusione; al cinema invece tutto poteva sembrare abiettamente vero.» 
« ..E poi è un bene se si fanno vedere, ai privilegiati che possono permettersi di andare a Teatro, le situazioni spaventose e senza via d'uscita di oggi: ciò li rende inquieti e li scuote; ma un film viene proiettato davanti a milioni di spettatori che considerano la propria vita un'infelicità continua e senza scampo, e una sconfitta diventa la loro sconfitta; contribuendo a scoraggiarli, noi li tradiamo. Qualche anno dopo Sartre scriveva: "I comunisti hanno ragione. Io però non ho torto. La speranza è sempre necessaria per coloro che sono stanchi e oppressi; hanno fin troppe occasioni di disperare. Ma dobbiamo anche conservare la possibilità di agire senza illusioni". E infatti la conservò.» 

## Adattamenti
- 1952: La mondana rispettosa, di Charles Brabant e Marcello Pagliero
- 1974: La Putain respectueuse, telefilm di André Flédérick